# Meiocarpidium
Meiocarpidium es un género de plantas fanerógamas con dos especies perteneciente a la familia de las anonáceas. Son nativas de África occidental.

## Taxonomía
El género fue descrito por  Engl. & Diels y publicado en Notizblatt des Königlichen botanischen Gartens und Museums zu Berlin 3: 50, 54. 1900.  La especie tipo es: Meiocarpidium lepidotum

## Especies
- Meiocarpidium lepidotum
- Meiocarpidium ugandense